# پرسفیدهای راستین
پرسفیدها، پرسفیدهای راستین یا گیله‌مات‌های راستین (نام علمی: Cepphus) نام یک سرده از تیره ماهی‌گیرک است.

## گونه‌ها
- پرسفید or tystie,  Cepphus grylle
- پرسفید کبوتری، Cepphus columba
- پرسفید عینکی، Cepphus carbo

همانند دیگر سرده‌های ماهی‌گیرک‌ها،فسیل‌های پیشاتاریخ Cepphus  یافت شدند:
- Cepphus olsoni (رودخانه سن لوئیس رِی، میوسن پسین—پلیوسن پیشین در غرب ایالات متحده)
- Cepphus cf. columba (دره لورنس، پلیوسن پیشین در غرب ایاالات متحده)
- Cepphus cf. grylle (سن دیگو، پلیوسن پسین، غرب ایالات متحده)